# Faux négatif
 (octobre 2024).
Si vous disposez d'ouvrages ou d'articles de référence ou si vous connaissez des sites web de qualité traitant du thème abordé ici, merci de compléter l'article en donnant les références utiles à sa vérifiabilité et en les liant à la section « Notes et références ».
Dans le domaine des statistiques, un test est dit positif s'il détecte ce pour quoi il est conçu (une bactérie, un virus, un parasite en biologie, un spam en informatique…) et négatif s'il ne le détecte pas. On parle de faux positif (test positif à tort) ou de faux négatif (test négatif à tort) quand le résultat du test est contraire à la réalité/vérité. Un test est donc faux négatif s'il indique un résultat négatif, alors que le fait étudié correspond à un cas positif. Un faux négatif est l'absence de détection d'un phénomène alors qu'il est présent.
| cause cherchée (virus, alarme, etc) | test positif | test négatif |
| ----------------------------------- | ------------ | ------------ |
| absence                             | faux positif | vrai négatif |
| présence                            | vrai positif | faux négatif |

## Exemples
- en  documentation automatique / informatique documentaire, le silence correspond à l'ensemble des faux négatifs, ou références pertinentes non trouvées (rappel insuffisant) -- et le bruit  correspond à l'ensemble des faux positifs, ou références trouvées non pertinentes (précision insuffisante) ;
- en matière de sécurité, un faux positif est une fausse alarme, un faux négatif est une non-détection ;
- en médecine, les anticorps de VIH n'apparaissent qu'après une période de 3 à 6 semaines: un test VIH d'anticorps durant cette période indiquera un faux négatif si le sujet est infecté mais les anticorps ne sont pas encore présents.

## Conséquences
Les conséquences d'un faux négatif sont souvent plus néfastes que celles d'un faux positif : en effet, la présence d'un danger (prédateur, maladie, menace, défaillance technique, etc) n'est pas détectée. Dans le cas d'une proie et d'un prédateur, un faux positif conduit la proie à s'inquiéter (peur, stress) alors qu'il n'y a aucun danger, alors qu'un faux négatif conduit la proie à être dévorée par le prédateur qu'elle n'a pas détecté. Pour une espèce, la réduction des faux négatifs est une priorité pour assurer sa survie, quitte à ce que les faux positifs augmentent (il vaut mieux pour un animal s'inquiéter au moindre bruissement de feuilles, plutôt que de risquer d'être tué par un prédateur non repéré).

## Biologie

### Causes
En biologie, un faux résultat peut avoir diverses origines
- mauvais suivi du protocole d'utilisation
- réactifs ou test trop ancien, ou conservé dans de mauvaises conditions
- échantillon dégradé ou conservé dans de mauvaises conditions
- échantillon "pollué" par une source extérieure à l'échantillon
- la cible du test (virus, bactérie, parasite) peut avoir muté ou être génétiquement ou fonctionnellement assez différente de la souche originale utilisée pour concevoir le test, pour que ce dernier n'y réagisse pas.
- mauvaise qualité du test contenant encore un pourcentage d'erreurs trop élevé (fiabilité trop faible)
- certains tests ne sont simplement pas conçus pour détecter toutes les souches ou certaines souches de pathogènes

### Exemple: grippe aviaire
Un cas mortel chinois, rapporté mi-2006 (avec 2 mois de retard) dans la province de Xinjiang, avait fait l’objet d’un faux-négatif lors du test local. Des faux négatifs pourraient faire sous-estimer le nombre de cas réels en Asie. De même, tous les patients ayant des symptômes de grippe aviaire ne sont pas testés, même dans les secteurs touchés par des mortalités brutales de volailles, comme on l’a vu avec le cas groupé familial récent de Garut (Indonésie). Un faux négatif peut être détecté lors de mise en culture d'organismes issus d'échantillons biologiques ou par l'utilisation d'un autre type de test, plus précis ou fiable.[réf. nécessaire]
Le virus H5N1 de la grippe aviaire est un virus à ARN capable de mutations rapides et importantes. Les fabricants de tests doivent à la fois chercher à cibler des caractères stables de ce virus (dans le cas de la grippe, deux protéines externes H (Hémagglutinine) et N (Neuraminidase) et chercher à identifier les particularités qui le rendent hautement pathogène (HP) ou très contagieux, ce qui doit parfois être fait par deux tests ou méthodes différents. Un premier test (ou épreuve) d'agglutination des globules rouges permet une suspicion de grippe, sans identification du virus, ni certitude qu'il s'agisse de la grippe.[réf. nécessaire]